# Piper robustipedunculum
Piper robustipedunculum är en pepparväxtart som beskrevs av Truman George Yuncker. Piper robustipedunculum ingår i släktet Piper och familjen pepparväxter. Inga underarter finns listade i Catalogue of Life.